# Fazıl Say
Fazıl Say (Ankara, 14 gennaio 1970) è un pianista e compositore turco.

## Biografia
Ha compiuto gli studi presso il Conservatorio della città natale, in seguito si è perfezionato con David Levine all'Istituto Schumann di Düsseldorf e al Conservatorio di Berlino.

Nel 1994 ha vinto il Premio Young Concert Artists International Auditions di New York, inaugurando una brillante carriera internazionale. Suona con la New York Philharmonic, la Filarmonica di Israele, l'Orchestra Sinfonica di Baltimora, la BBC Philharmonic, l'Orchestre National de France, l'Orchestra filarmonica di San Pietroburgo.
È ospite regolare del Festival di Lucerna, del Klavierfestival Ruhr, del Rheingau Musikfestival, dei festival di Verbier, Bonn e Salisburgo. Ha tenuto recital nelle più importanti sale da concerto tra le quali il Concertgebouw di Amsterdam, la Philharmonie di Berlino, la Suntory Hall di Tokyo. Ha collaborato con Yuri Bashmet, Shlomo Mintz e Akiko Suwanai e nel 2004 è stato in tournée mondiale con Maxim Vengerov. La passione per il jazz lo ha portato a fondare il Worldjazz Quartet, con il quale ha suonato a Saint-Denis, Montpellier, Montreux, Istanbul.
Eseguendo il concerto n.3 di Ludwig van Beethoven ha dato una sua interpretazione, deviando dalla normale sequenza data dal musicista tedesco.

## Composizioni
Fazil Say ha inoltre composto e registrato diverse opere: Black Hymns, scritti all'età di sedici anni; il Concerto per pianoforte, violino e orchestra, commissionatogli dai Berliner Symphoniker nel 1991; The Silk Road, presente in molti cartelloni della stagione 2003-2004; l'oratorio Nazim, commissione del Ministero della Cultura della Turchia, su testi di Nazım Hikmet; il Concerto per pianoforte n. 3, eseguito in prima mondiale nel 2002 a Parigi con l'Orchestre National de Radio France diretta da Eliahu Inbal. Nel 2003 al Festival di Istanbul è stato eseguito l'oratorio Requiem per Metin Altiok, davanti a oltre cinquemila persone. Say è stato nominato nel 2003 Artist in residence di Radio France. Attualmente è legato alla Naive con un contratto in esclusiva. Per la realizzazione di un cd con un recital bachiano e con Le Sacre du Printemps di Igor' Fëdorovič Stravinskij (in una riduzione del compositore per pianoforte a quattro mani) ha conseguito il premio Echo Klassik e lo Jahrespreis der Deutschen Schallplattenkritik.
Nel 2007 ha partecipato assieme a Zubin Mehta al Maggio Musicale Fiorentino.